# 革命公社社员党
革命公社社员党（土耳其語：Devrimci Komünarlar Partisi，缩写为DKP）是土耳其的一个非法的共产主义政党。该党成立于2016年2月4日，由解放运动和“土耳其革命党”的成员共同建立。该党的政治立场是极左翼。该党的意识形态是共产主义、马克思列宁主义。该党的创始人是Ekrem Demirci，总书记是Ulaş Adalı。该党是人民联合革命运动的成员。该党的成员参加了罗贾瓦的国际自由营中的联合自由力量。
2018年9月4日，该党分裂成两派：革命公社社员党/联盟和革命公社社员党/联合自由力量。前者指责后者“机会主义”和不破除旧传统。两派如今都在国际自由营中。